# Scincus scincus
O Scincus scincus é uma espécie de lagarto do deserto do Saara.